# Куреник рудогузий
Куре́ник рудогузий (Hylacola pyrrhopygia) — вид горобцеподібних птахів родини шиподзьобових (Acanthizidae). Ендемік Австралії.

## Опис
Довжина птаха становить 14 см. Його спина оливково-коричнева, гузка і покривні пера хвоста рудувато-коричневі. Груди світло-коричневі, поцятковані темними плямками; живіт і боки жовто-сірі. Хвіст розташований вертикально, він коричневий з чорними смужками. Над очима світло-сірі "брови", очі жовті, лапи і дзьоб сірі.  Виду не притаманний статевий диморфізм.

## Поширення і екологія
Рудогузий куреник мешкає на південному сході Австралії, на південному сході Квінсленда, на сході Нового Південного Уельсу, на південному сході Південної Австралії та в штаті Вікторія. Він живе в пустищах на узбережжі та всередині континенту, а також в густому підліску лісових масивів. Це осілий вид птахів на всьому ареалі.

## Підвиди
Виділяють три підвиди:
- H. p. pyrrhopygia (Vigors & Horsfield, 1827) (південно-східна Австралія);
- H. p. parkeri (Schodde & Mason, IJ, 1999) (гірський хребет Маунт-Лофті);
- H. p. pedleri (Schodde & Mason, IJ, 1999) (гірський хребет Фліндерс).

## Раціон
Рудогузі куреники харчуються безхребетними, а також насінням. Іноді утворює змішані зграї з іншими шиподзьобовими.

## Розмноження
Сезон розмноження триває з липня по листопад. Гніздо куполоподібної або кулеподібної форми ховається на землі, серед чагарників і густої трави. В кладці 3-4 яйця розміром 20×15 мм, лососево-рожевого кольору, поцятовані коричневими плямками. Інкубаційний період триває 14-16 днів.

## Збереження
МСОП вважає цей вид таким, що не потребує особливих заходів зі збереження. Тим не менш, в Південній Австралії він вважається таким, що знаходиться під загрозою знищення, а в штаті Вікторія рудогузий куреник вважється вразливим видом. Основною загрозою є знищення і дефрагментація природних середовищ, а також тиск з боку інтродукованих хижаків.